# Juan Fernández (zapaśnik)
Juan T. Fernández – dominikański zapaśnik. Brązowy medalista w stylu klasycznym na igrzyskach Ameryki Środkowej i Karaibów w 1982 roku. W stylu wolnym zajął czwarte miejsce.